# Stavstjärnarna (västra)
Stavstjärnarna är en sjö i Ånge kommun i Medelpad och ingår i Ljungans huvudavrinningsområde.